# Індіанаполіс стар
The Indianapolis Star — ранкова щоденна газета, заснована 6 червня 1903 року. Газета двічі ставала лауреатом Пулітцерівської премії за журналістські розслідування в 1975 і 1991 роках. В даний час власником Indianapolis Star є Gannett Company.

## Історія
Газета Indianapolis Star була заснована 6 червня 1903 року промисловцем з Мансі (містечко на північний схід від Індіанаполіса) Джорджем Маккалохом. У той час двома основними газетами Індіанаполіса були Indianapolis Journal і Indianapolis Sentinel. Вже через рік і два дні після заснування Маккалох викупив Journal, а в 1906 році і Sentinel. У 1904 році газету купив Деніел Рейд і найняв Джона Шеффера як видавця, однак пізніше звільнив його. В ході подальшого судового розгляду Шаффер став власником контрольного пакету акцій газети в 1911 році і пропрацював як видавець і редактор аж до своєї смерті в 1943 році.
25 квітня 1944 року газету купив Юджин Палліам, який провів низку реформ для збільшення тиражу. У 1948 році Indianapolis Star стала найбільшою газетою в Індіані. У 2000 році газету купила компанія Gannett Company.

## Пулітцерівська премія
Indianapolis Star двічі ставала лауреатом Пулітцерівської премії за свої журналістські розслідування. У 1975 році газета отримала премію за розслідування, проведене в 1974 році, пов'язане з корупцією в поліцейському департаменті Індіанаполіса. У 1991 році за розслідування злочинної недбалості лікарів.